# Louis Jacobsohn-Lask
Louis Jacobsohn-Lask (ur. 2 marca 1863 w Bydgoszczy, zm. 17 maja 1940 w Sewastopolu) – niemiecki lekarz neurolog i neuroanatom.

## Życiorys
Louis Jacobsohn urodził się w 1863 roku jako najmłodsze dziecko w żydowskiej rodzinie zamieszkałej w Bydgoszczy. Jego rodzicami byli kupiec Jacob Jacobsohn i jego żona Henriette z domu Herz. Miał siostrę bliźniaczkę o imieniu Recha i przynajmniej jednego brata – Hermanna. W 1870 roku Jacobsohnowie przenieśli się do Berlina. Louis Jacobsohn studiował medycynę na tamtejszym Uniwersytecie Fryderyka Wilhelma. Jego nauczycielami byli m.in. anatom Heinrich Wilhelm Waldeyer, patolog Rudolf Virchow, fizjolog Emil du Bois-Reymond, internista Ernst Viktor von Leyden i mikrobiolog Robert Koch. Jego zainteresowania neurologiczne były zainspirowane wykładami Carla Westphala i Hermanna Oppenheima. Jacobsohn doktoryzował się w II Klinice Medycznej Charité w 1889 roku, po czym dołączył do Berlińskiego Towarzystwa Medycznego, któremu przewodził neurolog i psychiatra Emanuel Mendel. Obok Jacobsohna studentami i asystentami Mendla byli w tym czasie m.in. Łazar Minor z Moskwy, Edward Flatau z Warszawy, Hugh Talbot Patrick z Chicago czy Paul Schuster z Berlina. Wszyscy oni w przyszłości zostali cenionymi neurologami, a Jacobsohn utrzymywał przyjaźń z nimi do końca życia.
Jacobsohn wcześnie zaczął publikować w założonym przez Mendla w 1882 Neurologisches Centralblatt. Mendel wprowadził go też do środowiska berlińskich neurologów, dzięki czemu Jacobsohn przez kilka lat pełnił funkcję sekretarza w Berliner Gesellschaft für Psychiatrie und Neurologie. W 1900 roku specjalizował się z neuroanatomii i neurologii na Uniwersytecie Berlińskim i do 1933 roku wykładał oba przedmioty. Nie udało mu się jednak osiągnąć wyższych niż Privatdozent szczebli kariery naukowej z racji żydowskiego pochodzenia.
Jacobsohn zajmował się mało popularnymi zagadnieniami neuroanatomii i anatomii porównawczej ośrodkowego układu nerwowego. Przed I wojną światową był praktykującym neurologiem.
Neurologia zawdzięcza Jacobsohnowi serię pionierskich książek na temat anatomii porównawczej i patologicznej centralnego systemu nerwowego. Pierwsza z nich, Handbuch der Anatomie und vergleichenden Anatomie des Centralnervensystems der Säugetiere (Podręcznik anatomii i anatomii porównawczej centralnego systemu nerwowego ssaków), została napisana razem z Edwardem Flatauem w 1899 roku. Praca ta zawiera jedną z pierwszych klasyfikacji bruzd i zwojów mózgu.
W roku 1904 Jacobsohn napisał Handbuch der pathologischen Anatomie der Nervensystems (Podręcznik anatomii patologicznej systemu nerwowego) w dwóch tomach, także we współpracy z Flatauem oraz z Łazarem Minorem. Obie monografie są cytowane do dziś.
Jego największym dziełem był fotograficzny atlas neuroanatomii porównawczej zatytułowany Das Zentralnervensystem der Tiere und des Menschen (Centralny system nerwowy zwierząt i człowieka). Opublikował cztery z planowanych pięciu tomów, trzy pierwsze w latach 1934–1935 w Berlinie.
W 1901 roku ożenił się z młodszą o piętnaście lat Bertą Lask (1878–1967), późniejszą aktywistką komunistyczną i pisarką. Mieli czwórkę dzieci: Ruth (1902), Lutza (1903), Hermanna (1905) i Ernsta (1906). W 1919 roku zmienili oboje nazwisko na Jacobsohn-Lask, zgodnie z nowym niemieckim prawem pozwalającym młodym kobietom które straciły braci na wojnie zachować ich nazwisko i przekazać dalszym pokoleniom. Dzieci Berty i Louisa miały nazwisko Lask. Rozrastająca się rodzina zmieniała często miejsce zamieszkania, ostatecznie w 1914 roku zamieszkali w dużym domu przy Mittelstraße (dziś Bassermannstrasse) w Berlinie-Steglitz.
Uczniami Jacobsohna byli m.in. Walter Babcock Swift, Karapet Agadżanian, Marcel Neiding, Nikołaj Propper-Graszczenkow.
Jacobsohn utrzymywał żywe kontakty ze środowiskiem naukowym radzieckich neurologów. W 1927 uczestniczył w konferencji neurologicznej w Leningradzie i Moskwie. W 1936 roku otrzymał zaproszenie od Komisariatu Zdrowia Publicznego, co umożliwiło mu emigrację do Związku Radzieckiego. W tym czasie zainteresowane Jacobsohnem-Lask było Gestapo, które oskarżało go o „nielojalność wobec Rzeszy”, a władze ZSRR mogły wykorzystać fakt ucieczki Jacobsohna do celów politycznej propagandy. O przyjeździe profesora Jacobsohna-Laska do Związku Radzieckiego napisała Prawda (20 marca 1936).
Pod koniec życia pracował w Sewastopolu. Umarł na zawał serca 17 maja 1940 roku. Jest pochowany w Sewastopolu, na cmentarzu w pobliżu morza. Muzycy Floty Czerwonej akompaniowali w czasie pogrzebu, trumna była pokryta czerwonym jedwabiem.

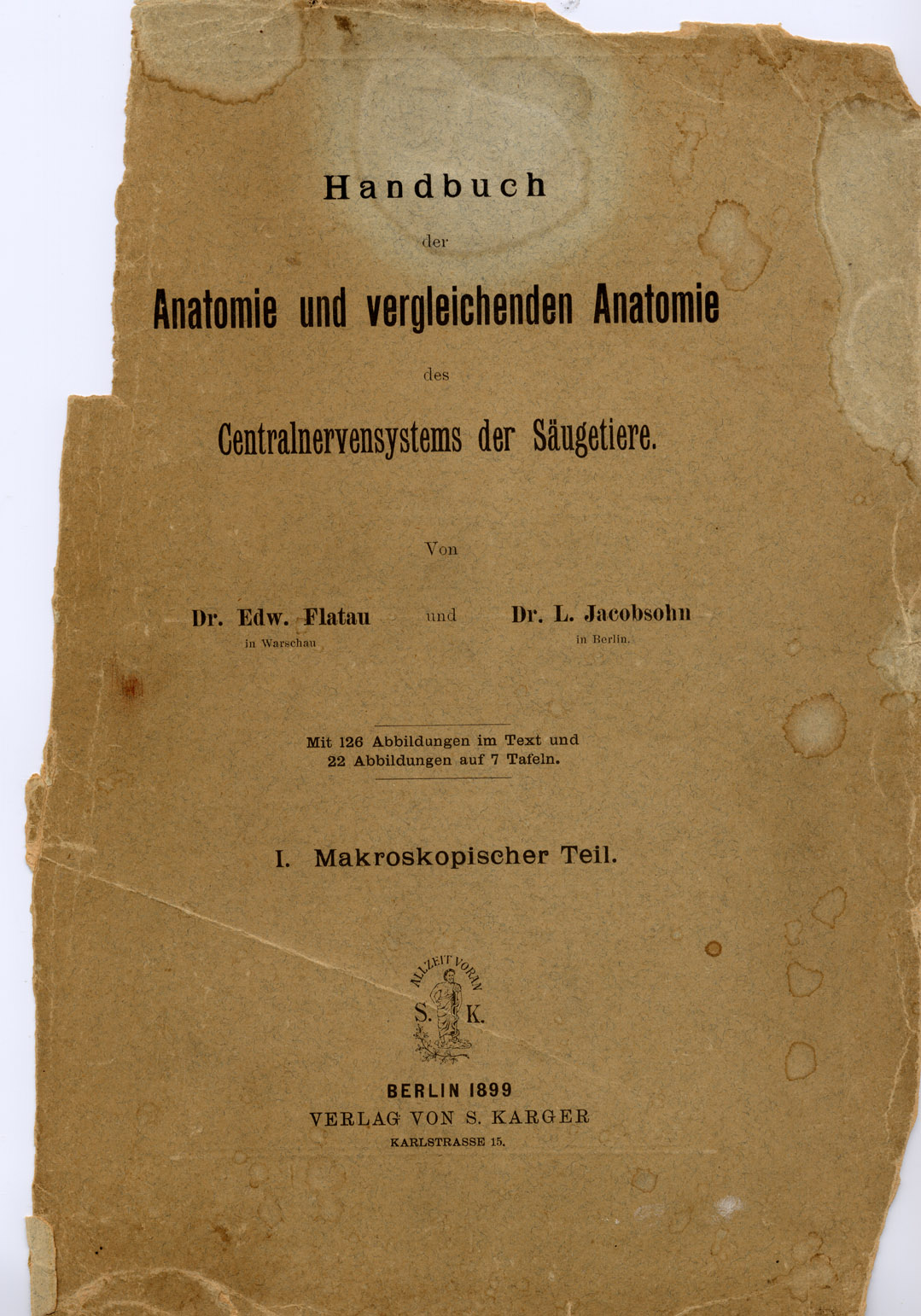
Okładka podręcznika Flataua i Jacobsohna Handbuch der Anatomie und vergleichenden Anatomie des Centralnervensystems der Saugetiere. Verlag von S. Krager, Berlin 1899

## Wybrane prace
- Beiträge zur Chemie des Sputums und des Eiters. Berlin: Schade, 1889
- Ueber die schwere Form der Arteriosklerose im Centralnervensystem, „Archiv für Psychiatrie und Nervenkrankheiten”, 27 (3), 1895, s. 831–849, DOI: 10.1007/BF02018512.
- L. Jacobsohn, B. Jamane, Zur Pathologie der Tumoren der hinteren Schädelgrube, „Archiv für Psychiatrie und Nervenkrankheiten”, 29 (1), 1896, s. 80–181, DOI: 10.1007/BF02961675.
- E. Flatau, L. Jacobsohn, XII. Internationaler medicinischer Congress Zu Moskau, „Archiv für Psychiatrie und Nervenkrankheiten”, 30 (1), 1897, s. 295–322, DOI: 10.1007/BF02036441.
- Ueber Cysticercus cellulosae cerebri et musculorum, mit besonderer Berücksichtigung der den Parasiten einschliessenden Kapselwand., „Mschr Psychiat Neurol”, 21 (2), 1907, s. 119–136, DOI: 10.1159/000211567.
- Über die Kerne des menschlichen Rückenmarks. Berlin, 1908
- Zur Frage der sogenannten motorischen Aphasie, „Zeitschrift für die experimentelle Pathologie”, 6 (3), 1909, s. 811–823, DOI: 10.1007/BF02653820.
- Über die Kerne des menschlichen Hirnstamms. Berlin, 1909
- Über die Gruppierung der Nervenzellen im Fischrückenmark, erläutert an Querschnitten des Rückenmarks von Tinca vulgaris, „Archiv für mikroskopische Anatomie”, 78 (1), 1911, s. 506–528, DOI: 10.1007/BF02978992.
- Gibt es eine brauchbare Methode, um Aufschluß über das sittliche Fühlen eines Jugendlichen zu Bekommen?, „Zeitschrift für die gesamte Neurologie und Psychiatrie”, 46 (1), 1919, s. 285–347, DOI: 10.1007/BF02873137.
- Über die Fernald'sche Methode zur Prüfung des sittlichen Fühlens und über ihre weitere Ausgestaltung. Zeitschrift für angewandte Psychologie 24, 1920
- Ueber die Fernaldsche Prüfungsmethode zur Feststellung des sittlichen Empfindens und ihre weitere Augestaltung. Vortrag in der Berliner Gesellschaft für Psychiatrie und Nervenkrankheiten am 26. Januar 1920. Neurologische Zentralblatt 39, 178–191, 205–208, 1920
- Die Kreuzung der Nervenbahnen und die bilaterale Symmetrie des tierischen Körpers. Abhandlungen aus der Neurologie, Psychiatrie, und ihren Grenzgebieten Heft 26, 1924
- Über eine Art Mendelschen Reflexes an der Hand, „Klinische Wochenschrift”, 5 (32), 1926, s. 1471–1471, DOI: 10.1007/BF01710821.
- Ueber das Problem der Entstehung der Plexus chorioidei und des Gehirnschädels. Anatonischer Anzeiger 62, 401–429, 1926
- Warum liegt im Rückenmark die graue Substanz nach innen, die weiße Substanz nach außen, und warum ist das Lageverhältnis dieser beiden Substanzen in den Hemisphären der höheren Wirbeltiere ein umgekehrtes? Zeitschrift für Anatomie und Entwicklungsgeschichte83 (1/3), 45–104, 1927
- Die Grundeinteilung des sekundären Vorderhirns (Telencephalon) nach den Fortschritten der anatomischen Forschungen der letzten 60 Jahre, „Zeitschrift für die gesamte Neurologie und Psychiatrie”, 109 (1), 1927, s. 793–812, DOI: 10.1007/BF02870269.
- Warum kreuzen sich die Leitungsbahnen im Zentralnervensystem?, „Zeitschrift für die gesamte Neurologie und Psychiatrie”, 112 (1), 1928, s. 317–330, DOI: 10.1007/BF02863903.
- Über den medialen Sympathikuskern des menschlichen Rückenmarks, „Zeitschrift für die gesamte Neurologie und Psychiatrie”, 134 (1), 1931, s. 649–656, DOI: 10.1007/BF02897011.